# Ngũ tộc cộng hòa
Ngũ tộc cộng hòa là một trong những nguyên tắc quan trọng khi Trung Hoa Dân Quốc được thành lập năm 1911 cùng thời điểm diễn ra cách mạng Tân Hợi.

## Mô tả
Nguyên tắc này nhấn mạnh sự chung sống hài hòa của năm dân tộc lớn nhất Trung Quốc mà được đại diện bằng những sọc màu trên quốc kỳ ngũ sắc của nền cộng hòa: người Hán (đỏ), người Mãn Châu (vàng), người Mông Cổ (xanh), người Hồi (tức người Hồi giáo) (trắng) và người Tây Tạng (đen). Tuy nhiên rất nhiều người cho rằng học thuyết này thực chất vẫn lấy người Hán làm trung tâm.
Thuật ngữ "Hồi giáo" trong văn cảnh này (kể cả thuật ngữ 回, Hồi trong tiếng Trung) chủ yếu đề cập đến những người Turk theo đạo Hồi ở miền tây Trung Quốc kể từ khi cái tên "Hồi Cương" (回疆; "Huijiang") được đổi thành Tân Cương dưới thời nhà Thanh..

## Lịch sử
Sau khởi nghĩa Vũ Xương, nhà Thanh chuyển giao quyền lực cho Trung Hoa Dân Quốc. Đã có một số lá cờ được Đồng Minh Hội sử dụng. Các đơn vị quân sự của Vũ Xương muốn dùng cờ 9 sao có thái cực đồ. Còn Tôn Dật Tiên lại muốn sử dụng cờ Thanh Thiên Bạch Nhật để vinh danh Lục Hạo Đông.
Mặc dù mục tiêu chung của các khởi nghĩa là chống người Mãn Châu, Tôn Trung Sơn, Tống Giáo Nhân và Hoàng Hưng đều nhất trí hòa hợp chủng tộc phải được đặt lên hàng đầu; do đó các màu khác nhau được sử dụng trong lá quốc kỳ. Ý kiến chung là tất cả các dân tộc ngoài người Hán cũng là người Trung Quốc mặc dù những người không phải người Hán chỉ chiếm tỉ lệ dân số tương đối nhỏ.
Cờ "ngũ tộc cộng hòa" không còn được sử dụng nữa từ sau cuộc Bắc phạt (1926-1928).
Một biến thể của lá cờ này đã được dùng bởi Đế quốc Trung Hoa của Viên Thế Khải và chính phủ bù nhìn thân Nhật của Mãn Châu Quốc. Tại Mãn Châu Quốc, khẩu hiệu "Ngũ sắc cộng hòa" cũng được sử dụng nhưng với năm dân tộc khác là người Nhật (đỏ), người Hán (xanh), người Mông Cổ (trắng), người Tây Tạng (đen) và người Mãn Châu (vàng).

## Hình ảnh

Quân hiệu
Dấu tròn không quân
Quốc kỳ 1912–1928
Quốc kỳ Đế quốc Trung Hoa 1916
Quốc kỳ đế quốc Trung Hoa 1916
Quốc kỳ Mãn Châu Quốc 1932–1945
Cờ của chính phủ Duy tân Trung Hoa Dân Quốc (1938–1940), có dòng chữ "Hòa Bình - Kiến Quốc"